# Задњи воз за Чачак
Задњи воз за Чачак / Луд сто посто је сингл југословенског и српског рок бенда Рибља Чорба, који је снимљен 1987. године.
Објављен је под окриљем издавачке куће ПГП РТБ и новина Експрес Политика као промо сингл, 13. маја 1987. године. На Б страни сингла налази се песма Луд сто посто.
На песми су учествовали Бора Ђорђевић као вокал, Миша Алексић на бас гитари, Вицко Милатовић на бубњевима, Видоја Божиновић и Никола Чутурило на гитари.

## Листа песама
- Задњи воз за Чачак - 2:44
- Луд сто посто - 4:15